# Gerhard Jäger
Gerhard Jäger (8 febbraio 1958) è un ex sciatore alpino austriaco.

## Biografia
Jäger, gigantista puro originario di Filzmoos, in Coppa del Mondo ottenne il primo risultato di rilievo il 3 marzo 1978 sulle nevi di Stratton Mountain (8º) e conquistò due podi: il primo il 10 dicembre 1980 sul difficile tracciato 3-Tre di Madonna di Campiglio, arrivando al 3º posto alle spalle dello svedese Ingemar Stenmark e del sovietico Aleksandr Žirov, il secondo il 14 marzo 1981, piazzandosi 2º a Furano nella gara vinta da Žirov. L'ultimo piazzamento della sua 'attività agonistica fu il 10º posto ottenuto nello slalom gigante di Coppa del Mondo disputato il 17 marzo 1982 a Bad Kleinkirchheim; non prese parte a rassegne olimpiche né ottenne piazzamenti ai Campionati mondiali.

### Coppa del Mondo
- Miglior piazzamento in classifica generale: 31º nel 1980
- 2 podi (in slalom gigante):
  - 1 secondo posto
  - 1 terzo posto

### Campionati austriaci
- 1 medaglia[1]:
  - 1 bronzo (slalom gigante nel 1978)